# سرخیو رئالینی
سرخیو رئالینی (انگلیسی: Sergio Realini; ۲۴ ژوئن ۱۹۲۵ – ۲۰ دسامبر ۱۹۹۰) بازیکن فوتبال اهل ایتالیا بود.
از باشگاه‌هایی که در آن بازی کرده‌است می‌توان به باشگاه فوتبال لچه، باشگاه فوتبال اینتر میلان، و باشگاه فوتبال وارزه اشاره کرد.